# Bet Rimmon
Bet Rimmon (hebr. ‏בית רימון‎) – kibuc położony w samorządzie regionu Ha-Galil ha-Tachton, w Dystrykcie Północnym, w Izraelu.
Leży na wschód od Jeziora Tyberiadzkiego w Dolnej Galilei.
Członek Ruchu Religijnych Kibuców (Ha-Kibbuc ha-Dati).

## Historia
Kibuc został założony w 1977.

## Gospodarka
Gospodarka kibucu opiera się na hodowli drobiu.